# Hadenfeld
Hadenfeld (niederdeutsch: Haamfeld) ist eine Gemeinde im Kreis Steinburg in Schleswig-Holstein. Hadenfeld hat keine weiteren Ortsteile.

## Geografie und Verkehr
Hadenfeld liegt an der Bundesstraße 430 südwestlich von Schenefeld. Die Mühlenau (Stegau), der Steenfurthsbach und die Agethorster Au fließen durch die Gemeinde.

## Geschichte
Der Ortsname Hadenfeld lässt sich als „Feld des Hado“ übersetzen. Dieser Name ist eine Kurzform von Hadumar oder (as.) „hathu = Kampf“. Der Fund eines alten Schwertes aus dem späten Mittelalter soll ein Beleg dafür sein, dass der Ortsname sich auf ein einstiges Schlachtfeld bezieht.

## Politik

### Gemeindevertretung
Bei der Kommunalwahl am 14. Mai 2023 wurden insgesamt sieben Sitze vergeben. Diese fielen erneut alle an die Kommunale Wählergemeinschaft Hadenfeld. Die Wahlbeteiligung betrug 63,3 %.

### Wappen
Blasonierung: „In Grün über einen silbernen Wellenfaden ein goldener Mühlstein, darüber zwei gekreuzte silberne Schwerter.“
Die gekreuzten Schwerter im Wappen beziehen sich auf diese Namensgebung. Kleine Bäche und Auen sowie die Relikte eines Mühlenteiches weisen auf die ehemalige Bedeutung dieser Gewässer zum Betrieb von Kornmühlen hin. Der silberne Wellenfaden im Schildfuß soll die durch die Gemeinde fließende Hadenfelder Au und den Steenfurtsbach symbolisieren und der goldene Mühlstein an die wirtschaftliche Nutzung dieser Fließgewässer erinnern. Die Farben Grün und Gold symbolisieren die reizvolle Lage der Gemeinde im Naturraum „Hohenwestedter Geest“.